# Bayerisches Jahrbuch für Volkskunde
Das Bayerische Jahrbuch für Volkskunde ist ein wissenschaftliches Jahrbuch zum Thema Volkskunde. Es hat den größten Rezensionsteil unter allen deutschsprachigen volkskundlichen Zeitschriften und Jahrbüchern. 
Das Jahrbuch wurde 1914  von Friedrich von der Leyen und Adolf Spamer als Zeitschrift unter dem Namen Bayerische Hefte für Volkskunde gegründet und vom Bayerischen Landesverein für Heimatpflege, der damals Landesverein für Heimatschutz hieß, herausgegeben. 1925 wurde die Bayerischen Hefte für Volkskunde mit der anderen Zeitschrift des Landesvereins für Heimatschutz die Hefte für Volkskunde zu einem Jahrbuch zusammengelegt. 1938 erschien das Jahrbuch vorerst das letzte Mal. Da die Hefte für Volkskunde wieder selbstständig wurden und der Zeitschrift Schönere Heimat, einer weiteren Publikationsreihe des Bayerischen Landesvereins für Heimatpflege, beigelegt. Erst 1950 wurde das Bayerische Jahrbuch für Volkskunde wieder aufgelegt und wird heute vom Institut für Volkskunde in München im Auftrag der Kommission für bayerische Landesgeschichte herausgegeben. 